# Alexandre Yersin
Alexandre Emile Jean Yersin (1863 – 1943) va ser un metge i bacteriòleg suís nacionalitzat francès. Va descobrir el bacil responsable de la pesta bubònica (Yersinia pestis).
El 1886, va entrar a treballar amb Louis Pasteur al laboratori de l'École Normale Supérieure, invitat per Emile Roux, i participà en el desenvolupament del sèrum anti ràbia. El 1888 es va doctorar amb una tesi titulada Étude sur le Développement du Tubercule Expérimental i va passar dos mesos amb Robert Koch a Alemanya. Es va unir al recent creat Institut Pasteur el 1889 com col·laborador de Roux i amb ell descobrí la toxina de la diftèria produïda pel bacil Corynebacterium diphtheriae.
El 1888 es va nacionalitzar francès i el 1890 marxà a la Indoxina francesa com a metge de la companyia Messageries Maritimes. Participà en una de les missions d'Auguste Pavie. El 1894 Yersin va ser enviat pel govern francès a Hong Kong, per tal d'investigar l'epidèmia de pneumònia de Manxúria. Yersin va descobrir el patogen causant junt amb el Doctor Kitasato Shibasaburō
Yersin en ell camp de l'agricultura va ser pioner en el conreu dels arbres de la goma (Hevea brasiliensis) importats del Brasil a Indoxina. També va importar d'Amèrica del Sud l'arbre de la quinina (Cinchona ledgeriana), efectiu contra la malària.
Al Vietnam, Alexandre Yersin va rebre el nom afectuós de Ông Năm (Senyor Nam). La casa de Yersin a Nha Trang actualment és el Museu Yersin. A Ha Noi, un institut francès porta el seu nom i una universitat privada fundada l'any 2004 a Da Lat porta el nom d'Universitat Yersin.